# Cantón Urdaneta
Cantón Urdaneta är en kanton i Ecuador.   Den ligger i provinsen Los Ríos, i den centrala delen av landet, 180 km sydväst om huvudstaden Quito. Antalet invånare är 29 263. Arean är 290 kvadratkilometer.
Terrängen i Cantón Urdaneta är platt västerut, men österut är den kuperad.